# 사가 시역소

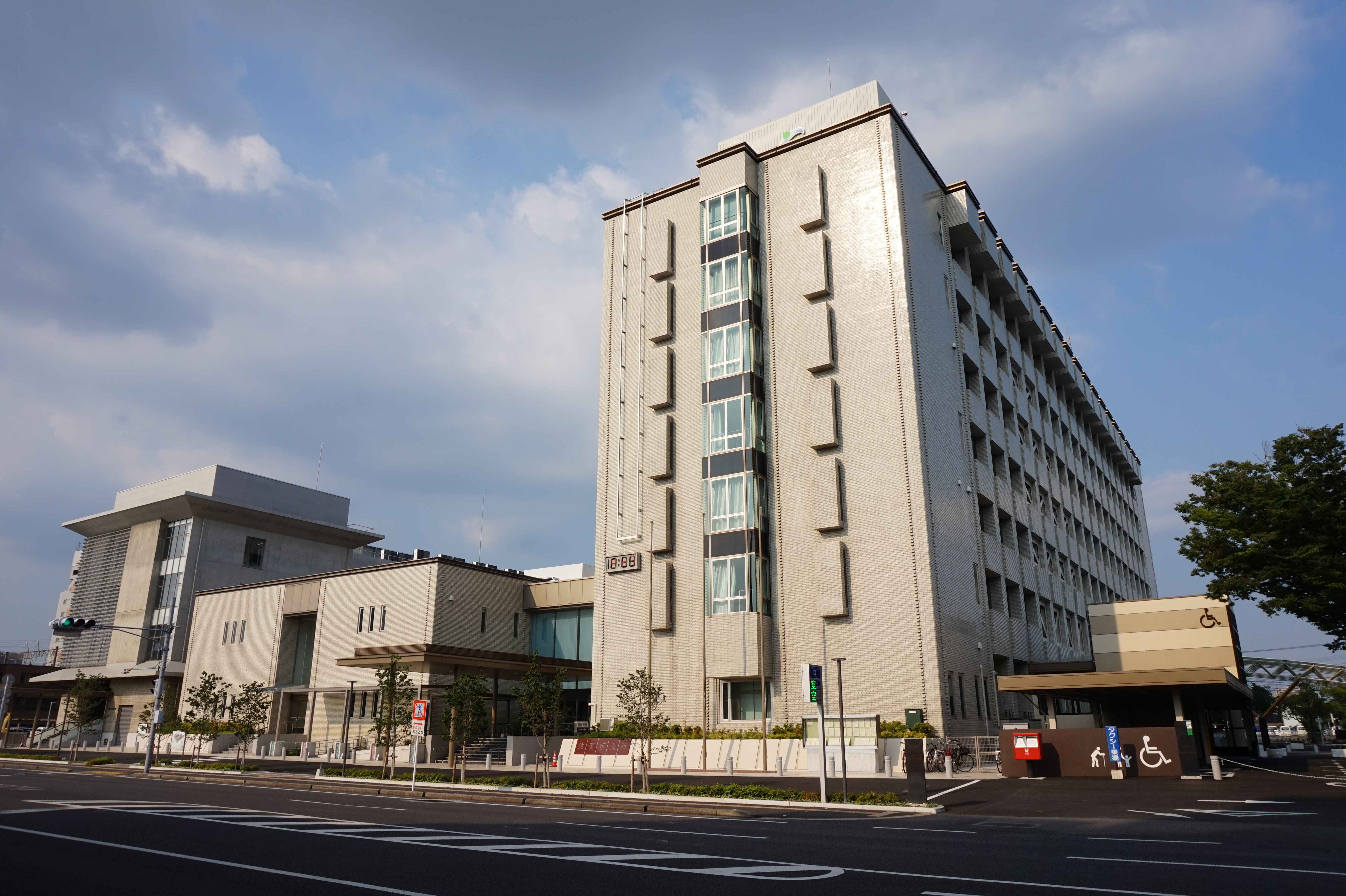
사가 시역소의 전경 (2018년)
좌측부터 기타(北)동, 나카(中)동, 미나미(南)동 순으로 배치되어 있다.

사가 시역소(일본어: 佐賀市役所)는 일본의 일본의 지방 공공단체인 사가시의 조직을 관장하기 위해 세워진 시역소이다.

## 본 청사
- 〒840-8501 사가현 사가시 사카에마치 1-1 (1975년 5월부로 이전되었으며, 1975년 4월 이전의 옛 청사 부지는 현재 구스카제 공원으로 리뉴얼하게 된 상태)

### 교통편
- 사가역으로부터 도보로 약 5분 전후 소요
- 사가 역 버스센터(일본어판)로부터 도보로 약 3분 정도 소요
- 사가 시영버스(일본어판)의 "시역소미나미" 또는 "시역소 앞" 버스 정류장에 하차한 뒤 도보로 1분 소요

### 구성도
- 미나미(南)동 : 지상 7층 지하 1층
- 나카(中)동 : 지상 2층이 유일
- 기타(北)동 : 지상 2~4층의 구조로 이룸
- 비고 : 지상 1층과 지하 1층은 하나의 합본으로 이어져 있음

## 오타카라 별관
- 소재지 : 사가시 오타카라 3초메 11-21

## 호에미관
- 소재지 : 사가시 효고키타(일본어판) 3초메 8-36